# Chiesa di Santa Margherita Vergine e Martire (Goito)
La chiesa di Santa Margherita Vergine e Martire è la parrocchiale di Solarolo, frazione di Goito. Risale al XIX secolo.

## Storia
La parrocchia di Santa Margherita, alla quale appartiene la chiesa, attorno al 1610 dal punto di vista della giurisdizione ecclesiastica rientrava nel vicariato foraneo di Piubega e questa situazione si mantenne sino al 1817 ed oltre. A partire dal 1843 risultò appartenere al vicariato foraneo di Volta Mantovana e dal 1949 infine a quello di Goito.
La chiesa parrocchiale a Solarolo venne eretta in soli sei mesi nel corso del 1817. Il progetto fu di Giovanni Battista Marconi. L'edificio venne benedetto il primo novembre 1817.
A partire dagli anni trenta del XX secolo e sino al 1950 fu oggetto di diversi interventi per arricchirne le decorazioni marmoree sia sul prospetto principale esterno sia negli interni.

## Descrizione
La facciata neoclassica è parzialmente rivestita in marmo travertino e si presenta suddiviso in due ordini. L'ordine della parte inferiore per l'effetto di due salienti si restringe nella parte superiore. A concludere il prospetto si trova un classico frontone triangolare. Il portale è architravato e sopra di questo una lapide testimonia il momento della sua erezione.
La torre campanaria è addossata alla parte destra dell'edificio, si presenta con la struttura scandita in quattro segmenti sovrapposti e nel più alto ha un orologio. La cella campanaria sovrastante si apre con quattro monofore con arco a tutto sesto e la copertura superiore è a cupola.
L'interno è a navata unica con due cappelle laterali. Dalla parte presbiteriale si accede all'abside con un coro in legno. Anche la cantoria in controfacciata e sopra l'ingresso principale è in legno. La copertura della volta è a botte. La pavimentazione è costituita da lastre marmoree quadrate bianche e rosse sistemate diagonalmente rispetto alle pareti. Da una porta interna si accede alla cappella di Sant'Antonio che fu costruita assieme all'edificio della parrocchiale e che, in origine, aveva la funzione di sagrestia.